# Piñeira (Taboada)
Piñeira (llamada oficialmente Santa María de Piñeira) es una parroquia y una aldea española del municipio de Taboada, en la provincia de Lugo, Galicia.

## Organización territorial
La parroquia está formada por once entidades de población:
- Aldea (A Aldea)
- Cima de Vila
- Mosteiro
- Outeiro (O Outeiro)
- Pacios
- Piñeira
- Quintá
- San Salvador
- Seixo (O Seixo)
- Serén
- Videira (A Videira)

## Demografía

### Parroquia
| Gráfica de evolución demográfica de Piñeira (parroquia) entre 2000 y 2021 |
|                                                                           |
| Datos según el nomenclátor publicado por el INE.                          |

### Aldea
| Gráfica de evolución demográfica de Piñeira (aldea) entre 2000 y 2021 |
|                                                                       |
| Datos según el nomenclátor publicado por el INE.                      |